# T come Tigro... e tutti gli amici di Winnie the Pooh
T come Tigro... e tutti gli amici di Winnie the Pooh, o anche solo T come Tigro (The Tigger Movie), è un film del 2000 scritto e diretto da Jun Falkenstein. È il quarto film d'animazione del franchise di Winnie the Pooh, nonché il secondo ad uscire al cinema, e presenta un'introduzione in live action. Il film, incentrato sul personaggio di Tigro, fu prodotto dalla Walt Disney Television Animation (o, secondo il rapporto annuale della Disney, dalla Disney MovieToons) e animato dalla Walt Disney Animation (Japan). Fu il primo film cinematografico della serie in cui Tigro non venne doppiato da Paul Winchell, poiché la Disney trovò che avesse una voce troppo roca; Winchell fu quindi definitivamente sostituito da Jim Cummings (già voce di Pooh). T come Tigro fu proiettato in anteprima a Hollywood il 6 febbraio 2000 e distribuito nei cinema statunitensi dalla Buena Vista Pictures Distribution l'11 febbraio.
Le canzoni del film furono scritte dagli Sherman Brothers, che tornarono a lavorare su un film Disney dopo quasi trent'anni. L'amministratore delegato della Disney Michael Eisner, dopo aver sentito la colonna sonora, si convinse a distribuire il film nei cinema anziché direct-to-video come inizialmente progettato.

## Trama
Tigro, come sempre, sta saltellando in giro e cerca qualcuno con cui rimbalzare, ma i suoi amici sono tutti occupati, dato che si stanno preparando per l'inverno, e mentre cerca un compagno di giochi, fa cadere accidentalmente un masso sulla casa di Ih-Oh. Mentre Pooh e gli altri stanno cercando di ricostruirla (togliendo il masso tramite un complicato meccanismo messo a punto da Tappo), Tigro cerca di aiutarli, ma nel processo combina un disastro, rompendo il meccanismo e facendoli cadere nel fango. Dopo essere stato rimproverato per essere troppo avventato, Tigro si rattrista, perché non trova nessuno che lo capisca e che abbia voglia di saltellare con lui. Vedendolo triste, Ro, che lo considera come un fratello maggiore, gli chiede se lui avesse una famiglia tutta sua, cosa a cui il tigrotto non aveva mai pensato prima. A questo punto Tigro cerca di rintracciarla, in modo tale da potersi sentire davvero in compagnia dei suoi simili.
Tigro chiede quindi consiglio ad Uffa, che gli dice di cercare il suo albero genealogico; non sapendo di cosa si tratti, Tigro si convince che esso sia una pianta secolare tutta colorata a strisce e con tanti Tigri sopra di essa, che inizia a cercare tra i mille alberi del Bosco dei Cento Acri, ovviamente senza successo. Nel frattempo, dopo aver saputo che Tigro sta cercando i membri della sua famiglia, Pooh, Pimpi e Ih-Oh decidono di aiutarlo cercandoli a loro volta, credendo inizialmente che le rane (per i loro saltelli)  e le api (per le loro strisce) lo siano, ma Tappo rifiuta di andare con loro per ricostruire la casa di Ih-Oh. Comprendono però presto che di certo non sono parenti di Tigro. Mentre Tigro cerca indizi sulla sua famiglia a casa sua in compagnia di Ro, parla al cangurino del "salto in lungo e largo con il balzo di rimbalzo", un salto eseguibile solo dai migliori saltatori e che vorrebbe eseguire con la sua famiglia. Ro, sotto la guida di Tigro, cerca di eseguire il saltello, non riuscendoci bene, e trova casualmente un medaglione a forma di cuore e il tigrotto è convinto che dentro ci sia una foto della sua famiglia. Dopo essere riuscito ad aprirlo, si rivela essere vuoto. Su consiglio di Ro, prova allora a scrivere una lettera, ma pur rimanendo per giorni ad aspettare una risposta, non ne riceve nessuna (considerando anche che aveva spedito la lettera mettendola nella sua stessa cassetta della posta), e quando arriva l'inverno, pensa infine di non aver mai posseduto una vera famiglia. 
Gli amici di Tigro, per farlo tornare felice, decidono di scrivergli a loro volta una lettera, mettendoci molte belle frasi e firmandola "la tua famiglia". Il giorno dopo Tigro arriva colmo di felicità dai suoi amici mostrando loro la lettera ricevuta: il tigrotto crede che la sua famiglia abbia intenzione di venirlo a trovare e, per l’occasione, decide di organizzare una grande ed improbabile festa da Tigri per ospitarla. I suoi amici sono combattuti, dato che mentire a Tigro sulla provenienza della lettera gli darebbe delle false speranze, ma nessuno ha il coraggio di dirgli la verità perché gli spezzerebbe il cuore, così, per non renderlo triste ed evitare di smascherare la vera provenienza, Ro propone di travestire sé stesso e i suoi amici da Tigri e presentarsi a casa di Tigro fingendo di essere la sua famiglia. Tutti accettano la proposta, tranne Tappo, dato che è in arrivo una tormenta. Dopo una serie di peripezie e disordini per travestirsi (Ro fa notare che oltre che travestirsi a strisce bisogna anche e soprattutto comportarsi come dei tigri), i finti Tigri arrivano a casa di Tigro, dando il via alla festa. La serata però finisce quando Ro, cercando di eseguire il "salto in lungo e largo con il balzo di rimbalzo", perde accidentalmente la maschera, facendo saltare la copertura a tutti gli altri, e Tigro, arrabbiato per l'inganno, crede che i suoi amici si siano presi gioco di lui. Sentendosi ferito e tradito, se ne va di casa per cercare la sua vera famiglia. Più tardi, pur avendo finito il miele, Pooh è preoccupato per Tigro, e Ro entra dentro casa sua in lacrime, sentendosi in colpa per ciò che è successo. Deciso a trovare Tigro, Pooh, insieme a Ro, Pimpi e Ih-Oh, va da Tappo per farsi guidare da lui per andare a cercare il loro amico, dato che è l'unico che saprebbe guidare il gruppo. Il coniglio inizialmente rifiuta, ma poi, commosso e intenerito dalla tristezza dei suoi amici, che gli ricordano che Tigro è sempre stato lì per loro, si convince e così vanno a cercarlo nel bosco per cercare di convincerlo a tornare a casa. 
Nel frattempo, dopo aver camminato a lungo nella tormenta, Tigro trova un immenso albero che la neve ha casualmente imbiancato a strisce e crede che esso sia il suo albero genealogico che cercava da tanto, ma scopre con grande delusione che non c'è nessuno. I suoi amici lo raggiungono e cercano di convincerlo a tornare a casa, ma Tigro si rifiuta e discute con Tappo, il che provoca una valanga. Tigro salva i suoi amici portandoli sull'albero, ma viene spazzato via dalla valanga, che lo fa svenire. Ro riesce a raggiungerlo eseguendo alla perfezione il "salto in lungo e largo con il balzo di rimbalzo", e lo sveglia, poi lui e Tigro lo fanno insieme per tornare sull'albero. Una volta scampato il pericolo, il gruppo viene raggiunto da Kanga, Uffa e Christopher Robin. Quando il bambino dice a Tigro che non c'era bisogno di andare così lontano per cercare la sua famiglia, Tigro cerca la lettera scritta dalla sua famiglia per fargliela vedere, ma si rende conto di averla persa durante la tormenta. Tuttavia, i suoi amici ricordano la lettera a memoria gliela recitano, rivelando di essere stati loro a inviargliela. Al quel punto Tigro capisce con gioia che i suoi amici sono sempre stati la sua vera famiglia e torna felicemente a casa con loro. Una volta a casa, Tigro tiene una festa a casa sua con tutti i suoi amici, avendo finalmente capito che la famiglia non è solo quella di sangue, ma lo sono anche gli amici, e fa regali a tutti: del miele per Pooh, una scorta di legna da ardere per Pimpi, una nuova casa per Ih-Oh (che in origine era un'ampliazione della casa di Tigro, che lui stesso aveva costruito per ospitare la sua famiglia), una promessa a Tappo di non rimbalzare sempre e di stare più attento, e regala a Ro il medaglione, accettandolo finalmente come suo fratellino. Christopher Robin scatta un foto al gruppo, che viene inserita nel medaglione.

## Distribuzione

### Data di uscita
Le date di uscita internazionali sono state:
- 11 febbraio 2000 negli Stati Uniti
- 17 febbraio a Porto Rico
- 31 marzo in Thailandia
- 1º aprile in Taiwan
- 6 aprile in Australia e Nuova Zelanda
- 13 aprile in Argentina (La película de Tigger)
- 14 aprile in Brasile (Tigrão - O Filme), Regno Unito e Irlanda
- 20 aprile a Hong Kong e in Italia
- 4 maggio in Corea del Sud
- 10 maggio nelle Filippine
- 26 maggio in Polonia
- 5 giugno in Germania (Tiggers großes Abenteuer)
- 15 giugno in Ungheria (Tigris színre lép)
- 29 giugno in Svizzera e Paesi Bassi (Teigetjes film)
- 30 giugno in Spagna (La película de Tigger)
- 15 luglio in Giappone
- 27 luglio in Israele
- 18 agosto in Islanda
- 25 agosto in Finlandia (Tiikerin oma elokuva)
- 31 agosto in Repubblica Ceca, Singapore e Slovenia (Tiger in Medvedek Pu)
- 1º settembre in Grecia (O Tigris, o Winnie kai i parea tous), Malaysia e Svezia (Tigers film)
- 15 settembre in Indonesia, Norvegia (Tigergutt) e Turchia (Kaplan tigger)
- 6 ottobre in Danimarca (Tigerdyrets familiefest)
- 18 ottobre in Belgio e Francia (Les aventures de Tigrou et de Winnie l'ourson)
- 20 ottobre in Estonia
- 14 marzo 2001 in Kuwait

### Edizione italiana
Il doppiaggio italiano del film fu eseguito dalla Royfilm e diretto da Leslie La Penna su dialoghi di Manuela Marianetti. I testi delle canzoni (registrate ai Trafalgar Recording Studios) sono di Ermavilo, che si occupò anche della direzione musicale. Rispetto a quello de Le avventure di Winnie the Pooh e Winnie the Pooh alla ricerca di Christopher Robin, il cast vide il cambiamento dei doppiatori di Tigro, Ro e Christopher Robin.

### Edizioni home video
Il film fu distribuito in VHS il 22 agosto 2000. L'edizione DVD-Video fu pubblicata nello stesso giorno in America del Nord e il 6 dicembre in Italia. L'edizione nordamericana include come extra due quiz a risposta multipla sul film (al termine del primo si può vedere il corto Il piccolo diseredato), delle istruzioni su come creare un albero genealogico, un videoracconto del film, il video musicale di "Your Heart Will Lead You Home" e la canzone "Round My Family Tree" in versione canta-con-noi, mentre l'edizione italiana non include gli ultimi due extra.
Il 4 agosto 2009, in occasione del decimo anniversario, fu distribuita in America del Nord una nuova edizione DVD a due dischi, il secondo dei quali include la copia digitale del film. Il primo DVD è pressoché identico a quello della prima edizione, eccetto per l'inclusione di due segmenti della serie Le nuove avventure di Winnie the Pooh: "Il re delle bestie" e "Amicizie pericolose". Questa edizione (priva del secondo disco e col titolo T come Tigro) fu distribuita in Italia il 24 settembre.
Il film è stato distribuito in Blu-ray Disc in America del Nord il 21 agosto 2012, in un'edizione che include il film anche in DVD. Il BD presenta il film in formato 1,78:1, e come extra include, oltre al canta-con-noi e al video musicale già presenti nel DVD, il dietro le quinte A Tigger Tale e dieci episodi della serie TV interstiziale Le piccole avventure di Winnie the Pooh (formata da clip di produzioni precedenti del franchise con nuovo audio).

## Accoglienza

### Incassi
Prodotto con un budget tra i 15 e i 30 milioni di dollari, il film debuttò al quarto posto del botteghino nordamericano con un incasso di 9,4 milioni nel suo primo weekend. Divenne un successo finanziario, incassando 45.554.533 nei soli Stati Uniti e 50.605.267 all'estero, per un totale di 96.159.800 in tutto il mondo.

### Critica
T come Tigro fu accolto dalla critica in modo controverso ma in buona parte positivo. Il 62% delle 71 recensioni raccolte dal sito Rotten Tomatoes sono positive, e nel sito il film ha un voto medio di 5,9. Il consenso recita: "T come Tigro può essere privo del lampo tecnologico e della raffinatezza adulta di fondo di altri recenti film d'animazione, ma è divertente e affascinante". Su Metacritic ha invece un punteggio di 53 basato su 23 recensioni.

## Riconoscimenti
- 2000 – Annie Awards
  - Candidato per la miglior regia a Jun Falkenstein
  - Candidato per la miglior canzone agli Sherman Brothers (per "Round My Family Tree")
  - Candidato per la miglior recitazione maschile a Nikita Hopkins
- 2000 – Las Vegas Film Critics Society Awards
  - Candidato per il miglior film per la famiglia
- 2001 – Online Film & Television Association
  - Candidato per la miglior performance fuoricampo a Jim Cummings (per Tigro)